# Charles-Lambert Doutrepont
Charles Lambert Doutrepont of Charles Lambert, ridder d'Outrepont vanaf 1808 (Herve, 16 september 1746 - Parijs, 5 maart 1809), was een politicus en advocaat in de Oostenrijkse Nederlanden.
In 1770 werd hij advocaat bij de Soevereine Raad van Brabant. Hij was antiklerikaal en jozefist.
Hij nam deel aan de Brabantse Revolutie als vonckist; hij droomde toen van een republiek België.
Hij doceerde recht aan de École centrale van Brussel. Hij ontwierp de herindeling van de Zuidelijke Nederlanden in negen departementen bij de Franse inlijving in 1795. Voor deze opdracht gebruikte hij de Ferrariskaart. Zijn departementale indeling, die hij in enkele weken uitvoerde, bevatte nogal wat fouten die achteraf moesten worden rechtgezet, zoals dorpen die waren vergeten of die in twee departementen waren ingedeeld.
Een van zijn boeken was gewijd aan de kwestie van het huwelijk. Daarin verdedigde hij het primaat van het burgerlijk huwelijk, volgens de thesis van zijn leermeester in kerkelijk recht aan de Universiteit Leuven, Josse Le Plat.
Charles-Lambert Doutrepont was rijk: hij betaalde 2210 pond belastingen in het jaar VII.
In 1809 werd hij verheven tot ridder in de empireadel.
Hij zou de testamentuitvoerder geweest zijn van zijn vriend Charles Lambrechts, maar hij was nog voor hem overleden. Zijn zoon werd de algemene erfgenaam van Lambrechts.